# KaOS
KaOS is een Linuxdistributie van Nederlandse makelij voor personal computers en werkstations met de x64-architectuur, gebaseerd op Arch Linux. De distributie wordt standaard geleverd met de KDE Plasma 5-werkomgeving en voornamelijk op Qt gebaseerde programma's.

## Ontwikkeling
KaOS wordt gemaakt en onderhouden door de Nederlandse Anke Boersma. Ten tĳde van de eerste uitgave in september 2013 was ze woonachtig in de Verenigde Staten, maar sinds 2017 is ze weer woonachtig in Nederland. De distributie is een zogenaamde rolling release: updates en upgrades worden continu geleverd.

## Uitgaven
Er wordt ongeveer iedere twee maanden een nieuw iso-bestand uitgebracht met alle wĳzigingen tot dan toe, ook wel een snapshot of momentopname genoemd. Met dat bestand kan het systeem worden geïnstalleerd.

## Kenmerken
Op BIOS-machines wordt GRUB gebruikt als bootloader; op UEFI-machines vervult systemd-boot die rol. Als init-software wordt systemd gebruikt.
De meegeleverde installatiewizard is Calamares. Er wordt een eigen welkomstscherm genaamd Croeso getoond. Verder zĳn standaard beschikbaar:
- Kvantum, een op Qt gebaseerde thema-aandrĳving;
- Pacman van Arch Linux, voor het installeren en beheren van pakketten. KaOS maakt echter geen gebruik van de Arch Linux-pakketbronnen, maar van eigen pakketbronnen. Het totaalaantal pakketten is bewust beperkt gehouden tot ongeveer 2000 pakketten. Ook zĳn er door gebruikers uit de gemeenschap gemaakte pakketten beschikbaar, die worden beheerd en verspreid via GitHub onder de naam KaOS Community Packages (KCP).[6][7]
  - Octopi, voor het grafisch installeren en beheren van pakketten.